# Takeshi Kimura
Kaoru Mabuchi (馬淵 薫, Mabuchi Kaoru), né le 4 février 1911 et mort le 3 mai 1987 et également connu sous son pseudonyme Takeshi Kimura (木村 武, Kimura Takeshi), est un scénariste japonais.

## Biographie
Takeshi Kimura a écrit de nombreux scénarios pour les studios Tōhō. Il a collaboré sur plusieurs films pour le réalisateur Ishirō Honda, dont Matango, Frankenstein vs. Baragon, La Guerre des monstres, La Revanche de King Kong et Les envahisseurs attaquent. Il était membre du Parti communiste japonais et ses scénarios incluaient souvent des thèmes politiques.

## Filmographie partielle
- 1956 : Rodan (空の大怪獣 ラドン, Sora no daikaijū Radon?) d'Ishirō Honda
- 1958 : L'Homme H (美女と液体人間, Bijo to ekitainingen?) d'Ishirō Honda
- 1960 : The Human Vapor (ガス人間第一号, Gasu ningen dai ichigo?) d'Ishirō Honda
- 1961 : La Dernière Guerre de l'Apocalypse (世界大戦争, Sekai daisenso?) de Shūe Matsubayashi
- 1963 : Matango (マタンゴ?) d'Ishirō Honda
- 1966 : La Guerre des monstres (フランケンシュタインの怪獣 サンダ対ガイラ, Furankenshutain no kaijū: Sanda tai Gaira?) d'Ishirō Honda
- 1967 : La Revanche de King Kong (キングコングの逆襲, Kingu Kongu no gyakushū?) d'Ishirō Honda
- 1968 : Les envahisseurs attaquent (怪獣総進撃, Kaijū sōshingeki?) d'Ishirō Honda
- 1973 : Godzilla 1980 (ゴジラ対メガロ, Gojira tai Megaro?) de Jun Fukuda